# 1730 год в литературе

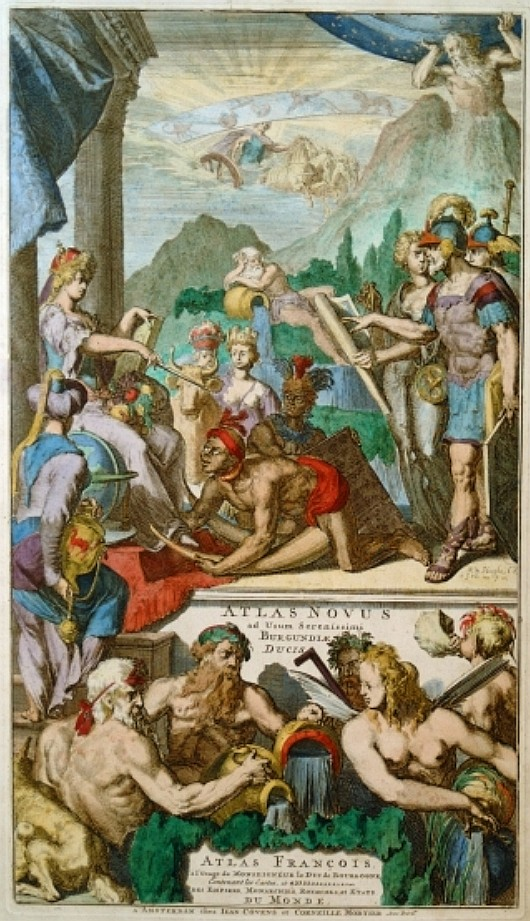
Atlas Novus / Atlas Francois

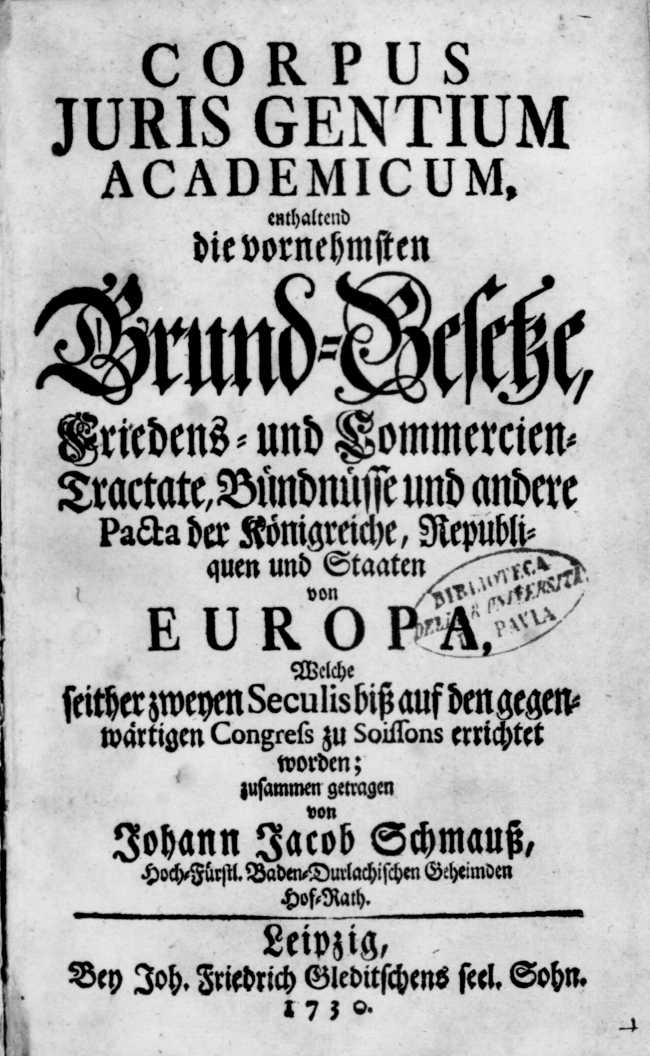
Johann Jakob Schmauss. Corpus iuris gentium academicum

## События
- Колли Сиббер стал поэтом-лауреатом британского королевского двора.
- Пьетро Метастазио, итальянский либреттист и драматург навсегда поселяется в Вене.
- Иоганн Кристоф Готтшед, немецкий писатель и критик, назначен экстраординарным профессором поэзии Лейпцигского университета.
- Джон Херви, английский политический писатель стал вице-камергером королевского двора.

## Книги
- «Опыт критической поэтики для немцев» Иоганн Кристоф Готтшед.
- Филипп Иоганн фон Страленберг написал и выпустил в свет книгу «Историко-географическое описание северной и восточной частей Европы и Азии» и карту Таттарии.
- Мэтью Тиндал издал «Христианство, древнее как само Творение, или Евангелие как воспроизведение естественной религии» (Christianity as Old as the Creation, or the Gospel a Republication of the Religion of Nature).
- Поэма «Осень» Джеймса Томсона.
- Знамённый гербовник

## Пьесы
- Трагедия «Брут» Вольтера.
- Генри Филдинг написал пьесы «Rape upon Rape», «The Temple Beau» и «Авторский фарс с кукольным представлением» .
- «Игра любви и случая» Пьера де Мариво.

## Родились
- 15 января — Луи Дютан, французский писатель (умер в 1812).
- 1 апреля — Соломон Гесснер, швейцарский поэт (умер в 1788).
- 20 апреля — Венгамамба, индийская поэтесса (умерла в 1817).
- 15 мая – Мельхиор Чезаротти, итальянский поэт, переводчик (умер в 1808).
- 6 декабря — София фон Ларош, немецкая писательница (умерла в 1807).
- 14 декабря — Джеймс Брюс, шотландский путешественник и писатель (умер в 1794).
- 18 декабря – Софи д'Удето, французская писательница  (умерла в 1813.

## Без точной даты
- Логин Иванович Бакмейстер, русский библиограф, переводчик.
- Михаил Виельгорский, польско-литовский политический писатель
- Джиен Жрау Тагай улы, каракалпакский народный сказитель (жырау), поэт.
- Матвей Комаров, русский писатель, автор широко известной в своё время лубочной книги «Повесть о приключении английского милорда Георга и бранденбургской маркграфини Фредерики Луизы»
- Матвей Александрович Ушаков, русский поэт .
- Мишель Поль Ги де Шабанон, французский писатель.

## Скончались
- 4 января – Жан-Батист Анри де Валенкур, французский прозаик (род. в 1653).
- 7 января — Арни Магнуссон, исландский учёный, исследователь и собиратель старо-исландских рукописей (род. в 1663).
- 6 марта – Хаттори Дохо, японский поэт (род. в 1657).
- 14 июня –  Антуанетта Салье, французская писательница (род. в 1639).
- 6 сентября –  Ежи Станислав Дзедушицкий, польский писатель (род. в 1670).
- 14 сентября – София Элизабет Бреннер, шведская писательница, поэтесса  (род. в 1659).
- 27 октября – Пауль Якоб Марпергер, немецкий литератор и переводчик (род. в 1656).

## Без точной даты
- Ахмед Недим, турецкий поэт.